# فينتشنزو دي بيلا
فينتشنزو دي بيلا (بالإيطالية: Vincenzo Di Bella)‏ هو سائق رالي إيطالي، ولد في 23 مارس 1977 في ميلانو في إيطاليا.